# El Altar
El Altar är en vulkan i Ecuador. Den ligger i den centrala delen av landet, 160 km söder om huvudstaden Quito. Toppen på El Altar är 5 319 meter över havet.
Terrängen runt El Altar är bergig söderut, men norrut är den kuperad. Altar är den högsta punkten i trakten. Trakten runt El Altar är nära nog obefolkad, med mindre än två invånare per kvadratkilometer. Det finns inga samhällen i närheten. I omgivningarna runt El Altar växer i huvudsak städsegrön lövskog.